# ツヴェタン・ラザロフ (技術者)
ツヴェタン・ラザロフ（ブルガリア語:Цветан Лазаров、英語: Cvetan Lazarov、 1896年2月25日-1961年1月13日）は、ブルガリアの航空技術者、および学者。

## 概要
1930年代から1950年代にかけてブルガリア国内での航空機設計・製造、および技術者教育に携わり、ブルガリアに存在した航空教製造メーカー全3社のうち、3社(国営航空機工廟「DAR」、カプロニ・ブルガリア、国営航空機工場「DSF」)全てに勤務した経験を持つ航空技術者である。
アセン・ヨルダノフと並んでブルガリア航空産業の第一人者と称される。

## 生涯
1896年、 プレヴェン州プレヴェンに生まれる。

### 戦間期
バルカン戦争および第一次世界大戦時、スヴィレングラード付近の空港にて航空機整備士として勤めた。その後ボジュリシュテの航空学校で学んだ後、1922年にドイツに渡り、王立シャルロッテンブルク工科大学(現在のベルリン工科大学)で機械工学および航空機工学を専攻したのち1926年に卒業。卒業後はボジュリシュテの国営航空機工廟「DAR」に勤務し、複葉機「DAR-6」(試作のみ)を設計した。
1932年からはカザンラクのカプロニ・ブルガリア社にて勤務し、「KB-3」を始めとする機体の設計および改修に携わった。その後ボジュリシュテにてDAR-9およびDAR-10の設計に携わる。

### 第二次大戦後
1941年に国営航空機工場「DSF」が設立されると、ラザロフは複座練習機Laz-7の設計・製造に携わる。ラザロフをリーダーとする4人の設計チームにより40日の短い納期の中で設計された、設計者自らのイニシャル「Laz」が冠されたこの機体は、1948年にユーゴスラビアで開催された次世代練習機の競作試験にて賞を獲得した。
Laz-7はブルガリア空軍で複座練習機として採用され1948年から1954年まで全313機(改良型のLaz-7Mを含む)が製造され、ポーランドやエジプトなどへの輸出も計画されていた。しかし、後述の国内航空機産業凍結の影響で、この輸出計画は立ち消えとなった。
ラザロフは他にも共産党幹部向けのカスタム機「Laz-8」の設計・製造や、試作機「Laz-9」「Laz-10X」「Laz-11」「Laz-12」の設計・製造、ペーパープランのみに終わったジェット練習機「Laz-14」の設計などに携わった。しかし、1950年代のブルガリア共産党がソ連製航空機の輸入、および国内航空機産業の段階的な凍結を推進したため、1954年を最後にブルガリア国内の航空機工場は閉鎖・他業種に転換され、ラザロフが設計したこれらの機体が量産体制に入ることはなかった。
晩年のラザロフは、ソフィア工科大学の教授や、陸軍大学での教官などを務め、学者・教育者として余生を過ごした。

### 死後
1961年に死去した彼の業績を記念し、ソフィアのその名前を冠した大通り「ツヴェタン・ラザロフ教授大通り」が存在する。